# ژول دومون دورویل
ژول دومون دورویل (انگلیسی: Jules Dumont d'Urville؛ ۲۳ مهٔ ۱۷۹۰ – ۸ مهٔ ۱۸۴۲) کاشف و افسر نیروی دریایی فرانسه بود که در جنوب و غرب اقیانوس آرام، استرالیا، نیوزیلند و قطب جنوب کاوش می‌کرد. او به عنوان گیاه‌شناس و نقشه‌بردار، نام خود را به چندین گونه از جلبک‌های دریایی، گیاهان و درختچه‌ها، و مکان‌هایی مانند جزیره دورویل در نیوزیلند داده است.
وی همچنین برندهٔ جوایزی همچون لژیون دونور (شوالیه) شده‌است.